# طیف‌سنجی نیرویی
طیف‌سنجی نیرویی (انگلیسی : Force Spectroscopy) روشی نوین و پیشرفته برای مطالعه برهم‌کنش‌های مکانیکی در سطح نانو و مولکولی است. این روش درک عمیقی از نیروهای میان مولکول‌ها، اتم‌ها و ساختارهای زیستی ارائه می‌دهد و در حوزه‌هایی مانند زیست‌شناسی، فیزیک و نانوفناوری اهمیت ویژه‌ای دارد.
طیف‌سنجی نیرو به‌طور خاص برای اندازه‌گیری نیروهای ضعیف مانند نیروهای واندروالس، پیوندهای هیدروژنی، و کشش‌های مکانیکی در ساختارهای زیستی استفاده می‌شود. این روش که با ظهور میکروسکوپ نیروی اتمی (AFM) شکل گرفت، اکنون ابزار کلیدی در تحقیقات زیست‌فیزیکی است.

### تعریف نیروی مورد مطالعه در طیف‌سنجی نیرو
نیروهای مورد بررسی در طیف‌سنجی نیرو معمولاً شامل موارد زیر هستند:
- نیروهای کششی: نیروهایی که مولکول‌ها را از هم جدا می‌کنند.
- نیروهای چسبندگی: نیروهایی که مولکول‌ها را به هم متصل نگه می‌دارند.
- نیروهای واندروالس: برهم‌کنش‌های ضعیف میان مولکول‌ها.
- نیروهای الکترواستاتیک: ناشی از توزیع بار در مولکول‌ها.
- پیوندهای مکانیکی: نیروهای ناشی از تغییر شکل ساختارهای زیستی یا مواد نانوساختار.

این نیروها در مقیاس پیکونیوتن (pN) تا نانونیوتن (nN) اندازه‌گیری می‌شوند، که نیازمند ابزارهای بسیار حساس است.

#### تاریخچه و توسعه فناوری
پایه‌های اولیه طیف‌سنجی نیرویی در دهه ۱۹۸۰ میلادی و با معرفی میکروسکوپ نیروی اتمی (AFM) گذاشته شد. این فناوری در ابتدا برای مطالعه خواص سطحی مواد توسعه یافت، اما با گذر زمان کاربرد آن به زیست‌فیزیک گسترش یافت.
در سال ۲۰۰۰، مقاله‌ای در مجله Current Opinion in Structural Biology (منبع: DOI:10.1016/S1367-5931(00)00126-5) به معرفی کاربردهای طیف‌سنجی نیرو در زیست‌شناسی مولکولی پرداخت و نشان داد که این تکنیک می‌تواند اطلاعات ارزشمندی درباره برهم‌کنش‌های زیستی در سطح مولکولی ارائه کند.

#### اصول عملکرد
طیف‌سنجی نیرو بر اساس اندازه‌گیری تغییرات مکانیکی نمونه در پاسخ به نیروی اعمال‌شده عمل می‌کند. این نیروها ممکن است شامل کشش، فشردگی یا برش باشند. ابزارهای مورد استفاده در طیف‌سنجی نیرو عبارتند از:
- میکروسکوپ نیروی اتمی (AFM): یکی از ابزارهای کلیدی در طیف‌سنجی نیرو است که با استفاده از یک پراب (سوزن نانو) نیروهای بین نمونه و سطح را اندازه‌گیری می‌کند. پراب به یک کانتیلور متصل است که تغییرات مکانیکی آن (مانند خمیدگی) توسط لیزر یا سنسورهای دقیق ثبت می‌شود.

عملکرد AFM در طیف‌سنجی نیرو:
1. پراب به سطح نمونه نزدیک می‌شود.
2. نیروهای بین پراب و نمونه باعث تغییر در موقعیت کانتیلور می‌شوند.
3. تغییرات کانتیلور به سیگنال‌های قابل اندازه‌گیری تبدیل می‌شوند.

- میکروسکوپ اپتیکی: برای بررسی نیروهای اعمال‌شده به بیومولکول‌ها.
- تکنیک‌های مبتنی بر لیزر: مانند تله‌های نوری برای اندازه‌گیری دقیق نیروها.

نیروی وارد بر نمونه با دقت بسیار بالا (در حد پیکونیوتن) اندازه‌گیری می‌شود. این نیروها می‌توانند اطلاعاتی درباره سختی، چسبندگی و رفتار دینامیکی نمونه ارائه کنند.

#### تله‌های نوری (Optical Traps)
تله‌های نوری از نیروی ناشی از تابش نور لیزر برای دستکاری و اندازه‌گیری نیروهای مولکولی استفاده می‌کنند. در این روش، مولکول‌ها در مسیر نور لیزر قرار می‌گیرند و جابه‌جایی آن‌ها تحت نیروی اعمال‌شده اندازه‌گیری می‌شود. این ابزار برای مطالعه پروتئین‌ها، دی‌ان‌ای، و سایر مولکول‌های زیستی مفید است.

## مراحل اندازه‌گیری در طیف‌سنجی نیرو

#### آماده‌سازی نمونه
یکی از مهم‌ترین مراحل، آماده‌سازی نمونه است. نمونه‌ها باید در شرایطی قرار گیرند که نیروهای خارجی (مانند نویز حرارتی) کمینه باشند. در این مرحله، نمونه معمولاً روی یک سطح ثابت یا در یک محیط مایع قرار داده می‌شود.

#### اعمال نیرو
برای اعمال نیرو بر نمونه، از ابزارهای AFM یا تله نوری استفاده می‌شود. نیروها به‌صورت کنترل‌شده و با دقت بسیار بالا اعمال می‌شوند.

#### ثبت داده‌ها
تغییرات مکانیکی نمونه ثبت شده و به سیگنال‌های الکتریکی تبدیل می‌شود. این سیگنال‌ها سپس برای تحلیل برهم‌کنش‌ها پردازش می‌شوند. نمودارهای نیرو-جابجایی (Force-Displacement) از داده‌ها استخراج می‌شوند.
یکی از خروجی‌های کلیدی طیف‌سنجی نیرو، نمودار نیرو-جابجایی است. این نمودار رابطه بین نیروی اعمال‌شده و تغییر مکان نمونه را نشان می‌دهد. تحلیل این نمودار اطلاعاتی درباره موارد زیر فراهم می‌کند:
- چسبندگی مولکولی: از شیب نمودار قابل استخراج است.
- استحکام پیوندها: نیروهای لازم برای شکستن پیوندهای مولکولی.
- رفتار دینامیکی: تغییرات زمان‌محور برهم‌کنش‌ها.

#### کاربردهای طیف‌سنجی نیرو
طیف‌سنجی نیرو به دلیل توانایی در اندازه‌گیری نیروهای بسیار کوچک، در حوزه‌های متعددی کاربرد دارد:
1. زیست‌شناسی مولکولی  این روش برای مطالعه برهم‌کنش‌های زیستی مانند پیوندهای پروتئین-لیگاند و تغییرات ساختاری دی‌ان‌ای استفاده می‌شود.
2. فیزیک ماده چگال  در این حوزه، طیف‌سنجی نیرو برای مطالعه خواص مواد نانوساختار و نیروهای واندروالس در سطوح مواد استفاده می‌شود.
3. داروسازی و طراحی دارو  طیف‌سنجی نیرو امکان بررسی چسبندگی مولکول‌های دارویی و هدف‌گیری دقیق سلول‌ها را فراهم می‌کند.
4. مطالعات پروتئین‌های غشایی  این روش در مطالعه خواص مکانیکی و دینامیک پروتئین‌های غشایی بسیار مفید است.
5. مهندسی نانومواد  شناسایی رفتار نیروهای برهم‌کنشی در نانومواد برای طراحی و ساخت مواد پیشرفته.

### محیط‌های کاربردی طیف‌سنجی نیرو

#### محیط‌های خشک
در این حالت، نمونه‌ها در شرایط خلأ یا در هوای خشک مطالعه می‌شوند. این روش عمدتاً برای مواد نانوساختار استفاده می‌شود.

#### محیط‌های مرطوب
محیط‌های مرطوب، مشابه شرایط فیزیولوژیکی بدن، برای مطالعه مولکول‌های زیستی (مانند پروتئین‌ها) مناسب هستند. این شرایط تأثیر نیروهای هیدراتاسیون را نیز شامل می‌شود.

#### روش‌های پیشرفته طیف‌سنجی نیرو
در طیف‌سنجی نیرو، روش‌های متنوعی برای اندازه‌گیری و تجزیه‌وتحلیل داده‌ها استفاده می‌شود:
1. روش طیف‌سنجی دینامیکی  در این روش، تغییرات نیرو بر اساس زمان بررسی می‌شود. این تکنیک برای مطالعه برهم‌کنش‌های گذرا بسیار مفید است.
2. طیف‌سنجی چندکاناله  این روش از چند ابزار به‌صورت همزمان برای اندازه‌گیری نیروها استفاده می‌کند، که دقت و کارایی اندازه‌گیری را افزایش می‌دهد.
3. استفاده از هوش مصنوعی در تحلیل داده‌ها  هوش مصنوعی و یادگیری ماشین می‌توانند برای تجزیه‌وتحلیل داده‌های پیچیده طیف‌سنجی نیرو به کار گرفته شوند و الگوهای مخفی را شناسایی کنند.

## فاکتورهای مؤثر بر دقت اندازه‌گیری

#### دما
تغییرات دما می‌تواند بر نیروهای بین مولکولی تأثیر بگذارد. در برخی آزمایش‌ها، سیستم باید در دمای ثابت نگه داشته شود.

#### نویز حرارتی
نویز حرارتی می‌تواند اندازه‌گیری‌ها را تحت تأثیر قرار دهد. استفاده از محیط‌های ایزوله و سیستم‌های ضدنویز برای افزایش دقت ضروری است.

#### دقت ابزار
کیفیت پراب‌های AFM و لیزرهای استفاده‌شده در تله‌های نوری، تأثیر مستقیمی بر دقت اندازه‌گیری دارند.

## مزایا و محدودیت‌ها

### مزایا
- اندازه‌گیری دقیق نیروهای ضعیف.
- امکان مشاهده برهم‌کنش‌های غیرقابل دسترس با روش‌های دیگر.
- تطبیق‌پذیری بالا در انواع تحقیقات علمی.

### محدودیت‌ها
- حساسیت بالا به نویز محیطی.
- نیاز به تجهیزات پیشرفته و گران‌قیمت.
- زمان‌بر بودن آماده‌سازی نمونه‌ها.

طیف‌سنجی نیرو یکی از ابزارهای قدرتمند در مطالعه برهم‌کنش‌های مولکولی و زیستی است. با ترکیب فناوری‌های جدید مانند هوش مصنوعی و یادگیری ماشین، انتظار می‌رود این روش در آینده کاربردهای گسترده‌تری در علوم زیستی و مهندسی مواد پیدا کند.

#### چشم‌انداز آینده
طیف‌سنجی نیرو به سمت کاربردهای نوآورانه‌تر در زمینه‌های پزشکی و زیست‌فناوری حرکت می‌کند. انتظار می‌رود که با ترکیب فناوری‌های جدید مانند نانوربات‌ها و هوش مصنوعی، دقت و کارایی این روش بهبود یابد. همچنین استفاده از طیف‌سنجی نیرو برای مطالعه برهم‌کنش‌های مولکولی در سیستم‌های زنده می‌تواند تحولی عظیم در درک مکانیسم‌های زیستی ایجاد کند.